# Nancy Faeser

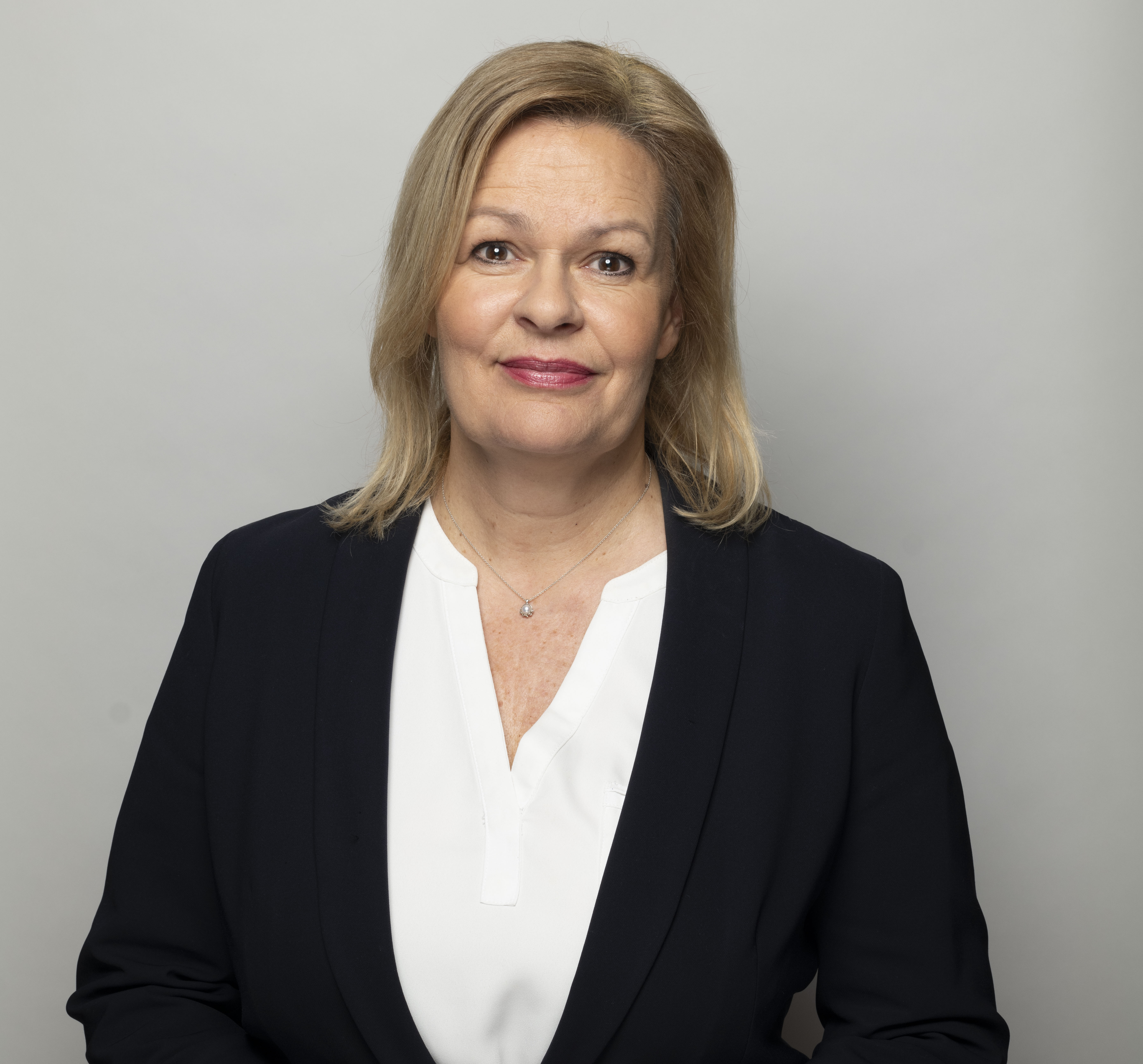
Nancy Faeser (2023)

Nancy Faeser (* 13. Juli 1970 in Bad Soden) ist eine deutsche Politikerin (SPD). Sie war von Dezember 2021 bis Mai 2025  Bundesministerin des Innern und für Heimat, ein Amt, das sie als erste Frau ausübte. Seit 2025 ist sie Mitglied des Deutschen Bundestages. 
Zuvor war sie von 2003 bis zu ihrer Ernennung als Bundesministerin war sie Abgeordnete des Hessischen Landtags, ab 2019 Vorsitzende der dortigen SPD-Fraktion und somit Oppositionsführerin. Außerdem war sie Spitzenkandidatin der SPD bei der Landtagswahl in Hessen 2023 und von November 2019 bis März 2024 Vorsitzende der SPD Hessen.

## Leben
Nancy Faeser wuchs als Tochter des Kommunalbeamten und Bürgermeisters Horst Faeser (1942–2003) in Schwalbach am Taunus auf, wo sie heute noch lebt. Die Familie Faeser stammt aus Niederschlesien und war nach dem Zweiten Weltkrieg als Heimatvertriebene nach Duisburg gekommen. Horst Faeser war von 1989 bis 2002 Bürgermeister von Schwalbach am Taunus, danach Direktor im Planungsverband Rhein-Main. Die Familie Faesers ist sozialdemokratisch geprägt. Nach dem Abitur 1990 an der Albert-Einstein-Schule in Schwalbach am Taunus studierte Nancy Faeser Rechtswissenschaft an der Johann Wolfgang Goethe-Universität Frankfurt am Main. Sie absolvierte außerdem ein Auslandssemester am inzwischen geschlossenen New College of California in San Francisco. 1996 schloss sie das Studium mit dem Ersten Staatsexamen ab. Von 1996 bis 1998 war sie Mitarbeiterin am Lehrstuhl für Öffentliches Recht, Rechtsphilosophie und Rechtsvergleichung von Günter Frankenberg in Frankfurt. Nach ihrer Referendarzeit im Bezirk des Oberlandesgerichts Frankfurt am Main legte Faeser 2000 ihr Zweites Staatsexamen ab. Parallel dazu arbeitete sie als wissenschaftliche Mitarbeiterin bei Clifford Chance in Frankfurt am Main. Nach ihrem Examen war Faeser dort von 2000 bis 2007 als Rechtsanwältin tätig. Anschließend war sie bis zu ihrer Ernennung als Bundesministerin bei der Wirtschaftskanzlei Görg in Frankfurt am Main als Rechtsanwältin tätig. Sie ist Mitglied des Kuratoriums der Stiftung Denkmal für die ermordeten Juden Europas.
Nancy Faeser ist mit dem Rechtsanwalt und SPD-Kommunalpolitiker Eyke Grüning verheiratet und hat einen im Jahr 2015 geborenen Sohn. Sie ist römisch-katholisch.

## Partei

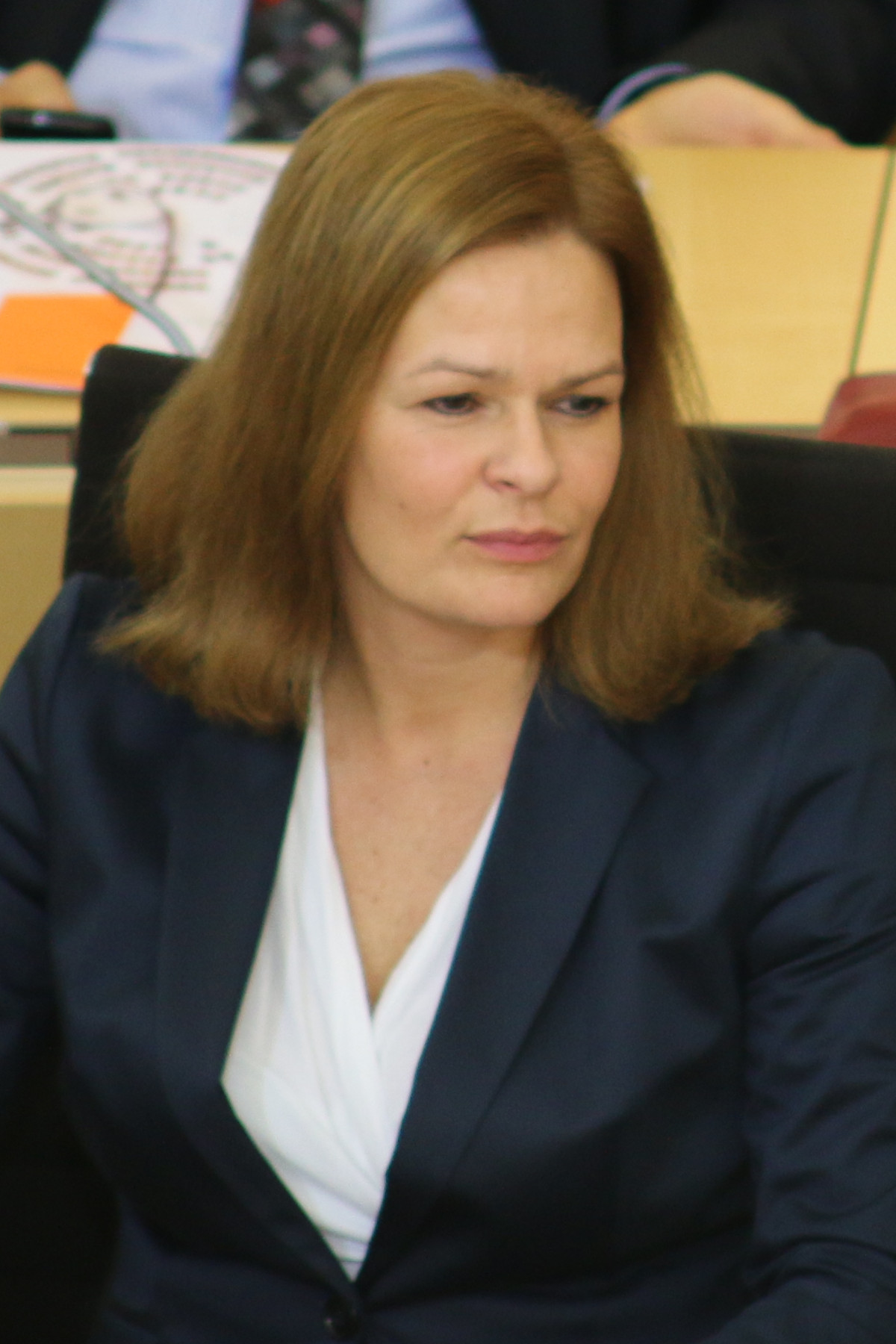
Faeser (2014)

Seit 1988 ist Faeser Mitglied der SPD. Vorsitzende der SPD Schwalbach am Taunus ist sie seit 1996. Von 1999 bis 2009 und von 2015 bis 2021 war sie stellvertretende Vorsitzende, von 2009 bis 2015 Vorsitzende der SPD Main-Taunus. Von 2003 bis 2015 war sie Mitglied des Bezirksvorstandes der SPD Hessen-Süd und von 2000 bis 2009 Vorstandsmitglied der Arbeitsgemeinschaft sozialdemokratischer Juristinnen und Juristen (AsJ) der SPD Hessen-Süd. Seit 2009 gehört sie der Arbeitsgruppe „Innen“ des SPD-Parteivorstands in Berlin an. Faeser ist seit 2009 Mitglied bei den Sozialdemokraten in der Polizei (SiP). 2013 wurde sie in den Landesvorstand der SPD Hessen gewählt. Von Februar 2014 bis 2019 war sie deren Generalsekretärin. Im März 2019 kündigte sie ihre Kandidatur für den Vorsitz der Landes-SPD an, nachdem Thorsten Schäfer-Gümbel seinen Rückzug aus der Politik erklärt hatte. Sie wurde auf einem Landesparteitag am 2. November 2019 zur Vorsitzenden gewählt. Am 9. März 2024 folgte ihr in diesem Amt Sören Bartol nach.

## Abgeordnete

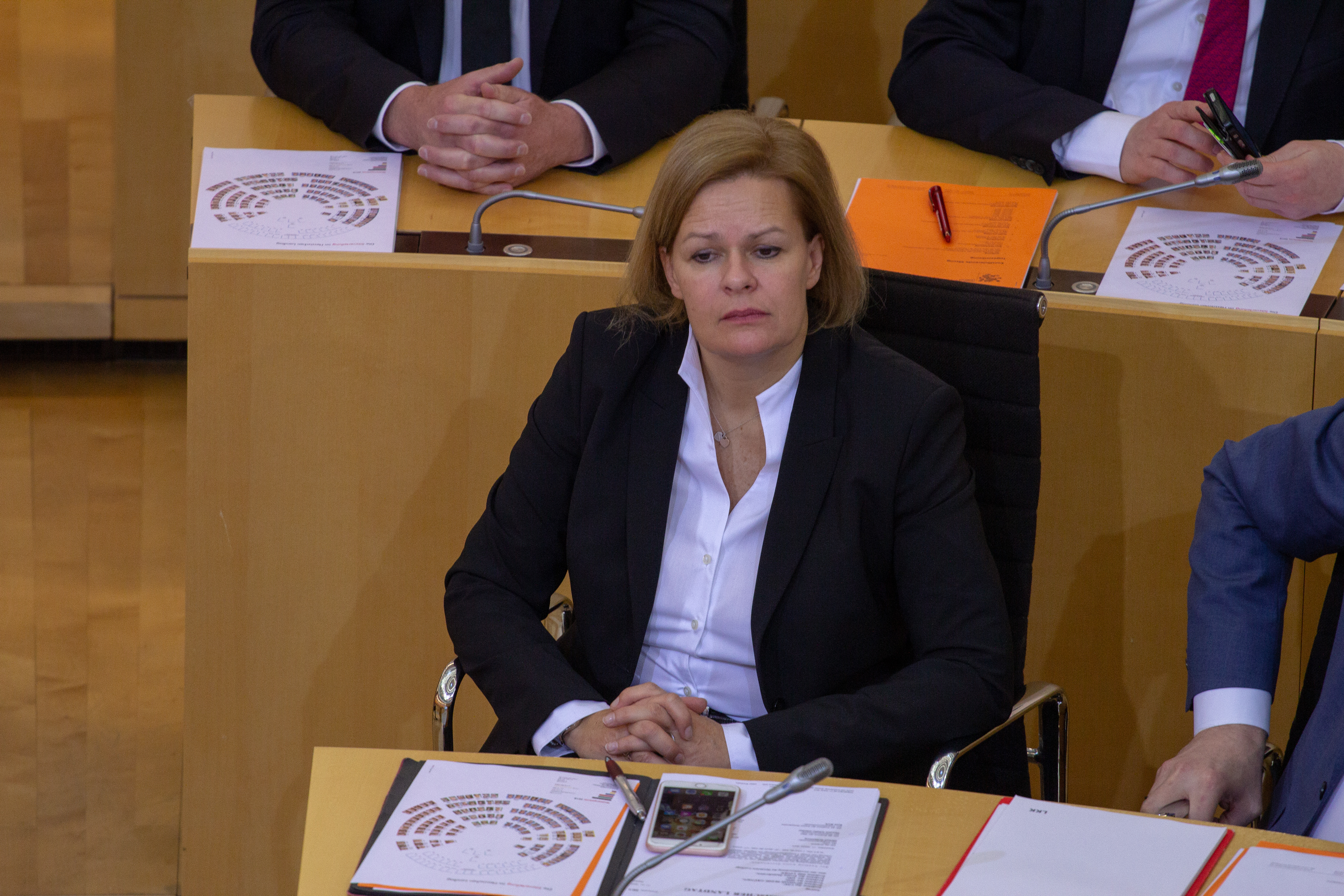
Faeser im Hessischen Landtag (2019)

Vom 5. April 2003 bis zum 7. Dezember 2021 war Faeser Abgeordnete im Hessischen Landtag. Sie wurde im Oktober 2007 als designierte Ministerin für Justiz in das Schattenkabinett der damaligen SPD-Spitzenkandidatin Andrea Ypsilanti berufen. Nach der hessischen Landtagswahl 2008 zog Faeser erneut über die Landesliste in den Hessischen Landtag ein. Sie wurde als Justiziarin der SPD-Landtagsfraktion in den Fraktionsvorstand gewählt. Nach der erneuten Landtagswahl 2009 zog sie wiederum über die Landesliste in den Hessischen Landtag ein. Seit 2009 war sie stellvertretende Fraktionsvorsitzende und innenpolitische Sprecherin der SPD-Landtagsfraktion Hessen. Faeser war Vorsitzende des Unterausschusses Justizvollzug des Hessischen Landtags und Vorsitzende der Parlamentarischen Kontrollkommission für den Verfassungsschutz. Seit 2013 war sie Vorsitzende der G-10-Kommission. Weiterhin war sie Obfrau im Untersuchungsausschuss 16/3 FWG-Doppelfinanzierung und im Untersuchungsausschuss 18/2 (Besetzung der Position des Präsidenten der Hessischen Bereitschaftspolizei) des Hessischen Landtags.
Im Juni 2013 wurde Faeser von SPD-Spitzenkandidat Thorsten Schäfer-Gümbel für den Bereich Inneres, Kommunales und Sport in seine „Mannschaft für den Wechsel“ berufen. Bei der Landtagswahl in Hessen 2013 trat sie im Wahlkreis Main-Taunus I an. Hier unterlag sie gegen Christian Heinz. Ihr gelang jedoch der Wiedereinzug in den Landtag über Listenplatz 2 der SPD Hessen. Als Nachfolgerin von Thorsten Schäfer-Gümbel wurde sie am 4. September 2019 zur Vorsitzenden der Landtagsfraktion gewählt. Einen Tag vor ihrer Berufung zur Bundesministerin legte Faeser am 7. Dezember 2021 ihr Mandat und damit auch die Oppositionsführung im Landtag nieder. Für sie rückte Rüdiger Holschuh in den Landtag nach.
Als Abgeordnete im Hessischen Landtag erhielt Faeser zwei Drohbriefe, die mit NSU 2.0 unterschrieben waren. Anfang Juli 2021 veröffentlichte sie einen Gastbeitrag in der Zeitschrift antifa des VVN-BdA, in dem sie ihre Überzeugung darlegte, sich von diesen Drohschreiben „voller ekelhafter rechtsradikaler Phantasien“ nicht einschüchtern zu lassen. Sechs Monate später nach ihrer Ernennung zur Bundesinnenministerin kritisierte bzw. skandalisierte das die neurechte Junge Freiheit, da der VVN-BdA von mehreren Verfassungsschutzämtern als linksextrem eingestuft wurde. Dies wurde von Politikern von Union und AfD aufgegriffen und in weiteren Medien kontrovers diskutiert. Faeser wies die Vorwürfe entschieden zurück.
Ab 1993 war Faeser Mitglied des Kreistags im Main-Taunus-Kreis und Ab 2006 Stadtverordnete in ihrer Heimatstadt Schwalbach am Taunus. Beide Mandate legte sie aufgrund ihrer Tätigkeit als Bundesinnenministerin 2022 nieder. Trotzdem ist sie weiterhin Vorsitzende der Schwalbacher SPD.
Bei der Bundestagswahl 2025 kandidierte Faeser erstmals für ein Bundestagsmandat und trat dabei im Bundestagswahlkreis Main-Taunus als Direktkandidatin sowie auf Platz 4 der hessischen SPD-Landesliste an. Da sie in ihrem Wahlkreis dem CDU-Politiker Norbert Altenkamp unterlag, zog sie über die Landesliste in den 21. Deutschen Bundestag ein.
Im Jahr 2004 war sie Mitglied der 12. Bundesversammlung, 2009 Mitglied der 13. Bundesversammlung, 2010 Mitglied der 14. Bundesversammlung, 2017 Mitglied der 16. Bundesversammlung und 2022 Mitglied der 17. Bundesversammlung.

### Spitzenkandidatin bei der Landtagswahl in Hessen 2023
Am 3. Februar 2023 nominierte die SPD Hessen Faeser als Spitzenkandidatin bei der Landtagswahl in Hessen 2023. Am 17. Juni wurde sie auf einem Landesparteitag der hessischen SPD mit 94,4 Prozent der Stimmen der Delegierten offiziell zur Spitzenkandidatin für die Landtagswahl am 8. Oktober 2023 gewählt.
Ihre Ankündigung, nur dann nach Hessen zu wechseln, wenn sie Ministerpräsidentin werden kann, im Fall einer Wahlniederlage aber weiter in Berlin zu bleiben, rief gemischte Reaktionen hervor: Irene Mihalic (Erste Parlamentarische Geschäftsführerin der Grünen) zeigte sich skeptisch, „ob es gelingen kann, zwei so verantwortungsvolle Aufgaben gleichzeitig wahrzunehmen“. CSU-Chef Markus Söder warf Faeser vor, sich zu wenig um das Thema Migration zu kümmern. Bundeskanzler Olaf Scholz (SPD) hingegen erklärte seine Überzeugung, dass Faeser ihr Ministeramt trotz ihrer Entscheidung für die Spitzenkandidatur mit voller Kraft ausfüllen werde.
Auch die sogenannte BSI-Affäre stellte eine Herausforderung für Nancy Faeser während des Wahlkampfes dar.
Bei der Wahl am 8. Oktober 2023 erzielte die hessische SPD mit Faeser als Spitzenkandidatin 15,1 Prozent der abgegebenen Stimmen, was einem Verlust von 4,7 Prozentpunkten und gleichzeitig dem historisch schlechtesten Abschneiden der SPD in Hessen entspricht.
Im Wahlkreis Main-Taunus I erreichte Faeser, wie 2018 den dritten Platz (14,8 % der Erststimmen). Das Mandat gewann erneut Christian Heinz (CDU). Durch ihre Positionierung auf Listenplatz 1 der SPD-Landesliste hätte sie erneut in den Hessischen Landtag einziehen können, verzichtete jedoch zugunsten ihres Amtes als Bundesinnenministerin auf das Landtagsmandat. Für Faeser rückte Sebastian Sack in den Landtag nach.

## Bundesministerin des Innern und für Heimat

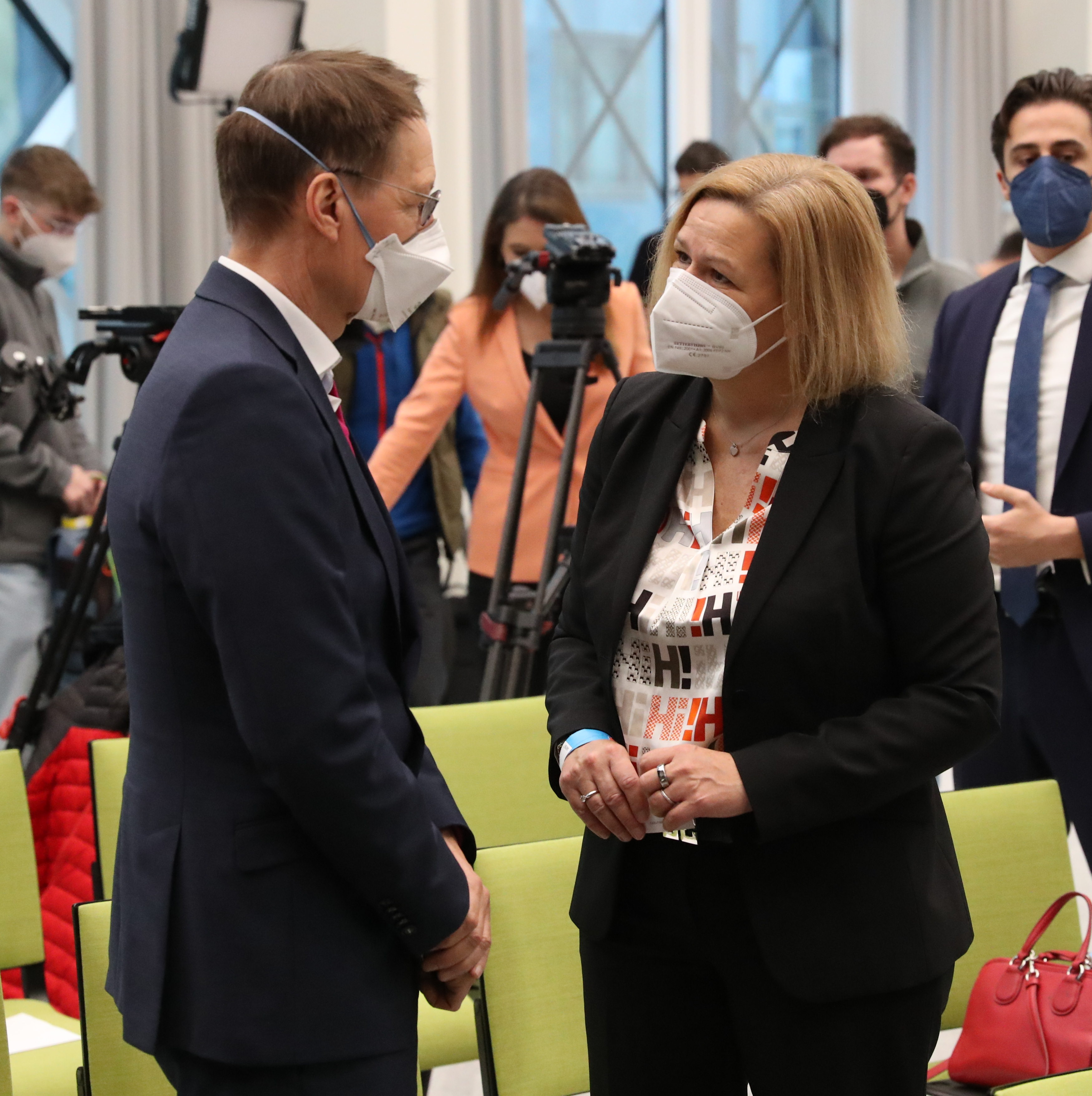
Faeser und der neuernannte Gesundheitsminister Karl Lauterbach bei der Unterzeichnung des Koalitionsvertrags (2021)

Auf Vorschlag von Bundeskanzler Olaf Scholz ernannte Bundespräsident Frank-Walter Steinmeier sie am 8. Dezember 2021 zur Bundesministerin des Innern und für Heimat im Kabinett Scholz. Sie war die erste Frau in diesem Amt und folgte auf Horst Seehofer.

### Digitalpolitik

#### Chatkontrolle
Faeser nennt auch den Kampf gegen Kindesmissbrauch als einen der Schwerpunkte ihrer Arbeit. Pläne der EU zur Verpflichtung von Messaging-Providern, Nachrichten auf Darstellungen sexualisierter Gewalt gegen Kinder zu durchsuchen (Chatkontrolle), sieht sie „differenziert“. In einem Interview mit der Bild am Sonntag äußerte sie sich im Mai 2022 zu dem Ansinnen der EU-Kommission: „Jede private Nachricht anlasslos zu kontrollieren, halte ich nicht für vereinbar mit unseren Freiheitsrechten“. Im April 2023 leitete die Bundesregierung dennoch ein Positionspapier an den Rat der EU weiter, gemäß welchem sie die geplanten Maßnahmen nicht vollständig ablehnt. Das Papier entspricht größtenteils einem Entwurf vom „Referat Cyberfähigkeiten der Sicherheitsbehörden“, das zu Faesers Innenministerium gehört; Faeser hatte sich also mit ihrer Position gegen den Rest der Koalition durchgesetzt. Die Chatkontrolle nicht abzulehnen wurde unter anderem von netzpolitik.org und dem Chaos Computer Club als „Bruch des Koalitionsvertrags“ bezeichnet.

#### Vorratsdatenspeicherung
Faeser setzt sich weiter für die anlasslose Massenspeicherung von IP-Adressen ein, obwohl der EuGH diese in einem Urteil 2022 verboten hat und die Koalition im Koalitionsvertrag vereinbart hatte, dass Daten nur „rechtssicher anlassbezogen und durch richterlichen Beschluss gespeichert werden können“.

#### Digitalisierung der Verwaltung
Im März 2023 wurde Faeser durch den Bundesrechnungshof kritisiert, dass das Onlinezugangsgesetz bisher kaum umgesetzt wurde. Ziel des Gesetzes ist es, Behördengänge online anzubieten und somit unkomplizierter und schneller abwickeln zu können. Die Rechnungsprüfer des Bundes kritisieren sowohl den langsamen Fortschritt, der deutlich unter den Zielvorgaben liegt und als auch die Bewertung des Fortschrittes durch Faesers Ministerium. So wirft der Bundesrechnungshof dem Innenministerium vor, den Fortschritt zu beschönigen, da diverse Behördengänge als umgesetzt deklariert werden, obwohl nur einzelne Kommunen diese Dienstleistungen digital anbieten.

#### Staatliches Hacking
Faeser möchte von Fall zu Fall entscheiden, ob der Staat ihm bekannte IT-Sicherheitslücken verheimlichen darf, um diese bspw. mit eigenen Staatstrojanern ausnutzen zu können, obwohl im Koalitionsvertrag vereinbart wurde: Der Staat wird „keine Sicherheitslücken ankaufen oder offenhalten, sondern sich in einem Schwachstellenmanagement […] immer um die schnellstmögliche Schließung bemühen“.
Faeser setzt sich zudem für eine Änderung des Grundgesetzes ein, wodurch sogenanntes „Hackback“ erlaubt würde, also Cyberangriffe im Ausland, obwohl im Koalitionsvertrag vereinbart wurde: „Hackbacks lehnen wir als Mittel der Cyberabwehr grundsätzlich ab.“

#### BSI-Affäre
Das ZDF Magazin Royale veröffentlichte am 7. Oktober 2022 einen Beitrag über angebliche Russlandkontakte des BSI-Präsidenten Arne Schönbohm. Schönbohm wurde am 18. Oktober von Faeser freigestellt und zum Januar 2023 zur Bundesakademie für öffentliche Verwaltung (BakÖV) versetzt. Im Mai 2023 gab das Innenministerium nach Prüfung der Vorwürfe bekannt, dass diese unbegründet waren. Faeser wurde dafür kritisiert, sich nicht bei Schönbohm entschuldigt zu haben.
Im Juni 2023 wurde dennoch beschlossen, dass BSI-Chefs zukünftig politische Beamte sind, womit sie noch leichter entlassen werden können als bisher, das BSI also weniger unabhängig wird.

### Migration und Flucht

#### Asylpolitik
Eine Anfang 2022 vom behördenübergreifenden Analysezentrum GASIM veröffentlichte Untersuchung warnte davor, Teile von Faesers geplanten migrationspolitischen Änderungen könnten illegale Migration verstärken und Schleuserbanden die Arbeit erleichtern. Das Bundeskabinett beschloss im Juli 2022 Faesers migrationspolitische Vorschläge zum „Chancen-Aufenthaltsrecht“. Diese sollen seit fünf Jahren geduldeten Ausländern, welche selbst für ihren Lebensunterhalt aufkommen und ausreichend Deutsch sprechen, eine Bleibeperspektive ermöglichen. Dies gilt jedoch nur für vor dem 1. Januar 2022 zugewanderte Menschen, um keine falschen Anreize zur Migration zu setzen. Die Integrationsbeauftragte der Bundesregierung, Reem Alabali-Radovan, geht davon aus, dass dies rund 135.000 Menschen betreffe. Bei Straftätern wird hingegen die Abschiebung erleichtert und die mögliche Dauer von Abschiebehaft verlängert. Ausländische Fachkräfte sollen künftig Ehepartner und minderjährige Kinder nach Deutschland holen können, ohne dass diese zuvor Deutsch-Kenntnisse nachweisen müssen. Die CDU kritisierte die Änderungen als „massive Anreize für illegale Migration nach Deutschland“. Katrin Göring-Eckardt (Die Grünen) lobte dies als pragmatische und zeitgemäße Lösungen. Andrea Lindholz (CDU) warnte vor Fehlanreizen. Für gut integrierte langjährig Geduldete gebe es bereits genügend Ausnahmen und pragmatische Lösungen. Aus ideologischen Gründen würden Rückführung abgelehnt und die Falschen belohnt.
Gegen Clan-Kriminalität kündigte Faeser in einem Interview mit der Bild-Zeitung im Mai 2022 eine „harte Antwort des Rechtsstaat“ an, um diese „abgeschotteten Parallelwelten“ zu bekämpfen. Dazu müsse auch konsequent auf Abschiebungen krimineller Clan-Mitglieder in ihre Heimatländer hingewirkt werden. Die n-tv Redaktion wies darauf hin, dass dies schwer werden dürfte, da viele Clan-Mitglieder von Geburt an oder durch Einbürgerung die deutsche Staatsbürgerschaft erhalten haben und somit nicht abgeschoben werden können.
Seit Februar 2022 wurde Faeser mit mehreren Schreiben von der Justizministerin von Baden-Württemberg Marion Gentges aufgefordert, bei Gefährdern und schweren Straftätern Abschiebungen nach Afghanistan wieder aufzunehmen. Konkreter Hintergrund ist u. a. die geplante Abschiebung eines Afghanen, der nach Verbüßung einer zweijährigen Haftstrafe wegen Beteiligung an einer Gruppenvergewaltigung einer Minderjährigen wieder auf freien Fuß gekommen war und bei dem nach Einschätzung der Polizei weiterhin eine „Rückfallgefahr für Sexualstraftaten zum Nachteil unbekannter junger Frauen“ besteht. Amtsvorgänger Horst Seehofer hatte im August 2021 Abschiebungen nach Afghanistan ausgesetzt, wollte diese aber bei Straftätern und Gefährdern wieder aufnehmen, sobald es die Lage wieder zulässt. Im Dezember 2022 lehnte das von Faeser geführte Bundesinnenministerium offiziell die Bitte um Wiederaufnahme von Abschiebungen wegen der dortigen Sicherheitssituation ab. Hans-Ulrich Rülke kritisierte in diesem Zusammenhang, dass Faeser entgegen den Koalitionsvereinbarungen bislang nichts dafür getan hat, Abschiebungen zu erleichtern.
Am 16. Februar 2023 fand der zweite Flüchtlingsgipfel unter der Führung von Innenministerin Faeser statt, indem die Bewältigung des hohen Zustroms an Flüchtlingen besprochen wurde. Faeser verkündete nach dem Gespräch, dass „feste Arbeitsstrukturen vereinbart“ wurden in denen konkrete Ergebnisse bis Ostern erarbeitet werden sollen. Der Präsident des Deutschen Landkreistags Reinhard Sager (CDU) kritisierte als Vertreter der Kommunen, dass das Problem größer sei als auf dem Höhepunkt der Fluchtbewegung der Jahre 2015 und 2016 und keine Ergebnisse gefunden werden könnten, wenn die großen Schalthebel nicht entscheidend bewegt werden. Er kritisierte weiter, dass die Innenministerin eine Erhöhung der finanziellen Unterstützung abgelehnt habe. Omid Nouripour (Die Grünen) bemängelte, dass Faeser Arbeitsgruppen eingesetzt hat, obwohl die Kommunen dringend Hilfe brauchen. Das sei zwar nicht falsch, komme aber sehr spät. Peter Beuth (CDU) kritisierte als Vertreter der unionsgeführten Länder: „Wir können uns nicht nur darum kümmern, wie wir noch mehr Personen bei uns unterbringen können.“ Weiterhin forderte er, dass die Kommunen schnell mehr Geld bekommen.
Im Mai 2023 befürwortet Faeser Asylmigrationszentren („Hotspots“) an der EU-Außengrenze. Registrierung, Überprüfung und Identifizierung soll in den dortigen Asylmigrationszentren erfolgen. Schnelle Asylverfahren sollen dort nach Meinung von Faeser erfolgen und bei abgelehnten Asylbescheid soll von der EU-Außengrenze abgeschoben werden.
Anfang 2025 sprach sich Faeser dafür aus, syrischen Migranten einmalige Heimatbesuche zu erlauben, ohne dass dies Auswirkungen auf ihren Schutzstatus hat.

#### Grenzkontrollen
Nach dem Messeranschlag in Solingen und im Zuge der Debatte um eine Änderung der Asylpolitik ordnete Faeser Kontrollen an allen deutschen Staatsgrenzen beginnend ab dem 16. September 2024 für ein halbes Jahr an. Diese Kontrollen sollten eine „massive Ausweitung der Zurückweisungen“ in Fällen „irregulärer Migration“ ermöglichen. Nach Analyse des rechtspolitischen Korrespondenten der TAZ Christian Rath handele es sich um einen Taschenspielertrick der Innenministerin, denn tatsächlich solle nur das gleiche gemacht werden wie bisher – nämlich Rücküberstellungen der in anderen EU-Ländern registrierten Asylbewerber – nur nennt man es nicht mehr „Rücküberstellung“, sondern „Zurückweisung“. Dies diene der Verwirrung der politischen Debatte, damit keiner mehr wisse, wer nun was fordert. Weiterhin bleibe unklar, warum die Feststellung des zuständigen Asylstaats ausgerechnet „im grenznahen Raum“ erfolgen soll, denn Aufnahmeeinrichtungen und Abschiebehaftanstalten befinden sich nicht im grenznahen Raum, sondern in den Bundesländern, und müssten im grenznahen Raum erst gebaut werden. Entscheidender sei, dass die Staaten an den EU-Außengrenzen, die nach den Dublin-Regeln nahezu allein für die Asylverfahren zuständig wären, dies als ungerecht ansehen und ihre primäre Zuständigkeit unterlaufen, indem sie ankommende Flüchtlinge oft nicht registrieren und weiterreisen lassen und bei der Rücküberstellung nur wenig kooperieren, daran werde sich auch zukünftig nichts ändern. Nikolaus Doll (Die Welt) sprach von „Budenzauber“. Der parlamentarische Geschäftsführer der CDU-Bundestagsfraktion Thorsten Frei kritisierte, dass irreguläre Migration dadurch nicht eingedämmt werde: „Was die Ampel vorgeschlagen hat, wird nicht zu mehr Zurückweisungen führen, nicht zu einer einzigen“.

### Innere Sicherheit

#### Rechtsextremismus
Bei ihrer Nominierung als designierte Innenministerin im Willy-Brandt-Haus am 6. Dezember 2021 bezeichnete sie den Kampf gegen Rechtsextremismus, den sie als größte Bedrohung der freiheitlichen demokratischen Grundordnung benannte, als ein besonderes Anliegen. Auch beim Linksextremismus gebe es keinen Grund zur Entwarnung.
Unter Faeser erarbeitete das Innenministerium bis zur Veröffentlichung im Februar 2024 ein Maßnahmenpaket namens Rechtsextremismus entschlossen bekämpfen – Instrumente der wehrhaften Demokratie nutzen. Das 13 Maßnahmen umfassende Paket baut auf dem „Aktionsplan gegen Rechtsextremismus“, den Faeser im März 2022 vorgestellt hatte, auf.
Nach Artikel 9 Absatz 2 des Grundgesetzes in Verbindung mit § 3 des Vereinsgesetzes verbot Faeser im Juli 2024 mehrere Firmen, an denen Jürgen Elsässer, der Betreiber des Medienangebots des rechtsextremen Compact-Magazins, beteiligt war. In Folge konnte das Magazin nicht mehr erscheinen und Webseiten wurden gesperrt. Mit Beschluss vom 14. August 2024 setzte das Bundesverwaltungsgericht im Eilverfahren die sofortige Vollziehung des Compact-Verbots teilweise aus und hob es am 24. Juni 2025 auf.
Unter Faeser Amtsführung als Innenministerin war der Bundesverband der AfD durch das Bundesamt für Verfassungsschutz (BfV) als gesichert rechtsextrem eingestuft worden. Entgegen früheren Versprechen wurde das Gutachten, das die Einstufung begründet, nicht mehr durch das BMI fachlich geprüft, weil Faeser dies so entschied. Eine Prüfung des Gutachtens hätte über das Amtszeitende von Faeser hinausgereicht. Faeser machte das Ergebnis des Gutachtens am letzten Tag ihrer Amtszeit, wenige Tage nachdem sie selbst über das Ergebnis informiert worden war, publik. Rechtsanwalt Joachim Steinhöfel, als auch die ehemalige Bundesfamilienministerin Kristina Schröder (CDU) und der ehemalige Bundestagsvizepräsident und Rechtsanwalt Wolfgang Kubicki (FDP) kritisierten diese prüfungslose Vorgehensweise Faesers scharf.

#### Islamismus
Anfang September 2022 schloss das Innenministerium unter Nancy Faeser den von Horst Seehofer ins Leben gerufenen „Expertenkreis Politischer Islamismus“. Staatsrechtler Kyrill-Alexander Schwarz erklärte, dass Kostengründe nicht der Grund für das Aus gewesen sein könnten, da die Experten kein Geld erhalten haben. Er habe den Eindruck, dass dies eine „politische Entscheidung“ sei. Die Fokussierung Faesers auf den Rechtsextremismus halte er zwar für richtig, andere relevante Phänomene dürften aber nicht vernachlässigt werden. Professorin Susanne Schröter, Leiterin des Frankfurter Forschungszentrums Globaler Islam, warnte, dass es viele Probleme in Schulen und mit einer „totale Ablehnung der deutschen Gesellschaft“ in einigen Milieus gebe, die behandelt und eingefangen werden müssten. Güner Balci, Beauftragte für Migration und Integration von Berlin-Neukölln, befand, dass Faeser mit der Schließung des Expertenkreises beweist, dass sie dem Islamismus und damit verbundenen Problemen, wie dem muslimischen Antisemitismus, „keine Priorität“ beimisst, sondern ignoriert.
Politiker von CDU und Grünen fordern im Februar 2023 von Nancy Faeser mehr Engagement im Verbotsverfahren zum Islamischen Zentrum Hamburg (IZH). Die Zeit für eine Entscheidung sei längst gekommen, da der Verfassungsschutz islamistische Bestrebungen gegen die freiheitlich-demokratische Grundordnung festgestellt hat. Lamya Kaddor berichtet zudem, dass den Behörden hinreichend Erkenntnisse darüber vorliegen, dass das IZH als verlängerter Arm des iranischen Unrechtsregimes in Deutschland lebende Schiiten einschüchtert und drangsaliert. Nach eingehender Prüfung und zusätzlicher Erkenntnisse, die in vorherigen Razzien gewonnen wurden, hat Faeser im Juli 2024 das Islamische Zentrum Hamburg inklusive einiger Teilorganisationen in anderen deutschen Städten verboten. Konten, Grundstücke und weiterer Besitz wurden beschlagnahmt. Hauptartikel: Islamisches Zentrum Hamburg#Verbot 2024.

#### Antisemitismus während des Kriegs in Israel und Gaza 2023
Nach antisemitischen Vorfällen während des Kriegs in Israel und Gaza verkündete Faeser am 2. November 2023 das Betätigungsverbot von Hamas und Samidoun in Deutschland. Die Verfügung war erst am Mittwoch Abend unterzeichnet worden, die Arbeitsebene im Bundesinnenministerium hatte so nicht genug Zeit Behörden wie Bundeskriminalamt und die Bundesländer vorab zu informieren. Deshalb konnten keine Razzien vorbereitet werden. Mehrere Sicherheitsbehörden kritisierten nach Information des Tagesspiegel das Vorgehen, die Ministerin fahre den Sicherheitsapparat damit an die Wand. „Das ist ein bisher einmaliger Vorgang. Die Show in den Medien war der Ministerin anscheinend wichtiger, als ein echtes Vorgehen gegen Strukturen der Hamas“.
Wolfgang Kubicki (stellvertretender Vorsitzender FDP) kritisierte: „Dass die Legislative vor mehreren Wochen aber die Innenministerin extra auffordern musste, ihrem Auftrag gemäß Vereinsgesetz nachzukommen, halte ich für noch problematischer“. Dieses Vorgehen lasse „leider den traurigen Schluss“ zu, dass Faeser vorher „dem antisemitischen Treiben tatenlos zugesehen hat […] und selbstverständlich steht zu erwarten, dass Beweismittel in dieser langen Zeit fortgeschafft worden sind. Alles in allem wirkt dieses Vorgehen sehr unglücklich.“ Alexander Throm (innenpolitischer Sprecher der CDU/CSU-Fraktion), nannte die Tatsache, dass das Verbot bereits Wochen vorher angekündigt, aber erst am 2. November 2023 tatsächlich umgesetzt worden war, „äußerst unüblich“. Dies gebe „den Betroffenen mehr als genug Zeit, Vermögenswerte zu verschieben und neue ,Ersatzvereine’ zu gründen.“ Dass das Verbot aber nicht einmal mit den zuständigen Behörden der Länder koordiniert und abgestimmt worden sei, „setzt dem Ganzen die Krone auf“.

#### Silvesterkrawalle
Nach den gewaltsamen Angriffen in der Silvesternacht 2022 auf Feuerwehrleute und Rettungskräfte, u. a. in Berlin, äußerte Faeser, dass es in deutschen Großstädten ein Problem mit „bestimmten jungen Männern mit Migrationshintergrund“ gebe. Diese verachteten den deutschen Staat, seien gewalttätig und mit Bildungs- und Integrationsprogrammen kaum zu erreichen. Auch Menschen mit Migrationsgeschichte hätten unter diesen Gewalttätern zu leiden. Sie forderte, dass gefasste Täter aus der Silvesternacht innerhalb der bestehenden Gesetze rasch und empfindlich bestraft werden sollten, aber ohne dabei rassistische Ressentiments zu schüren.
Nach Einschätzung des Politikwissenschaftlers Jürgen W. Falter ist ihre Äußerung vor allem als Publizitätsfeldzug hinsichtlich der anstehenden Landtagswahl in Hessen anzusehen. Auch der Politikwissenschaftler Klaus Schroeder sieht hierin keine radikale politische Veränderung. Der wahre Kern von Faeser sei gleich geblieben, nämlich „die politische Welt einseitig zu sehen. Das wird mal so versteckt, mal anders versteckt. Sie ist alles andere als im konservativen Sozialdemokraten-Flügel.“
Der Deutsche Richterbund warf Faeser im Januar 2025 vor, reine Ankündigungspolitik zu betreiben, statt die versprochene Stärkung der Sicherheitsbehörden umzusetzen. „Statt ritualisierter Rufe nach Strafverschärfungen, die jetzt nach den Silvesterkrawallen wieder zu hören sind, braucht es endlich einen politischen Kurswechsel“. Die Staatsanwaltschaften haben laut Richterbund pro Jahr 5,5 Millionen neue Fälle zu bewältigen, obwohl 2.000 Staatsanwälte fehlten, dadurch kämen immer weniger Strafverfahren vor die Gerichte.

### Fußball-Weltmeisterschaft 2022 in Katar
Kurz vor Beginn der Fußball-Weltmeisterschaft 2022 distanzierte sich Faeser von der Veranstaltung in Katar. Sie betonte, die Bundesregierung sei überzeugt, dass die Vergabe von sportlichen Großereignissen an Kriterien geknüpft gehöre, „nämlich an die Einhaltung der Menschenrechte, an Nachhaltigkeitsprinzipien“. Wenn die Kriterien nicht erfüllt seien, wäre es besser, „dass das nicht in solche Staaten vergeben wird.“ Diese Äußerung wurde seitens Katars kritisiert (Verstoß gegen diplomatische Normen; Einbestellung des Botschafters). Eine Binde mit der Aufschrift „One Love“, die Faeser beim ersten Spiel der deutschen Nationalmannschaft in Katar trug, soll in die Sammlung der Stiftung Haus der Geschichte aufgenommen werden. Für das Tragen der Binde wurde Faeser scharf kritisiert, u. a. vom DFB-Sportpräsidenten Rudi Völler.